# La Parra de las Vegas
La Parra de las Vegas és un municipi de la província de Conca, a la comunitat autònoma de Castella-La Manxa.

## Demografia
| 1991 |  | 1996 |  | 2001 |  | 2004 |
| ---- |  | ---- |  | ---- |  | ---- |
| 69   |  | 66   |  | 54   |  | 46   |